# Qeqertaq (Qaanaaq)
Qeqertaq [qɜˈqɜtːɑq] (nach alter Rechtschreibung K'eĸertaĸ; Inuktun Qikertaq [qiˈkɜχtɑ(q)]) ist eine wüst gefallene grönländische Siedlung im Distrikt Qaanaaq in der Avannaata Kommunia.

## Lage
Qeqertaq liegt im Südwesten einer gleichnamigen Insel (Salve Ø) an der Mündung des Fjords Illaarsussuaq (Sidebriksfjord). 23 km östlich liegt Savissivik.

## Geschichte
Qeqertaq ist Teil der Wohnplatzgruppe Nigerliit, die die südlichste der vier Gruppen war, zwischen deren Wohnplätzen die Inughuit früher umherzogen. 1951 lebten elf Personen in Qeqertaq. 1952 hatte der Wohnplatz fünfzehn Einwohner und 1953 noch sieben. 1960 wurden keine Einwohner mehr gezählt.